# Kae Araki
Kae Araki (nascida dia 16 de Novembro - Osaka, Japão) é uma seiyu.

## Trabalhos

### Animes
- Ai no Wakakusayama Monogatari (TV) as Ikumi Kawamura
- Alice in Cyberland (OAV) as Lena
- Angel Blade (OAV) as Emily
- Ashita no Nadja (TV) as Simone
- Battle Athletes (OAV) as Student A (ep 1)
- Battle Athletes Victory (TV) as Student A
- Brigadoon (TV) as Eryun Garnet; Isshin Usuzumi; Jun Tokita
- Cardcaptor Sakura (TV) as Akane (ep 15)
- Case Closed (TV) as Akiko (ep 2)
- Ceres, Celestial Legend (TV) as Shouta
- Corrector Yui (TV) as Nazo no Corrector; Shinozaki Ai
- Crayon Shin-chan (TV) as Sailor Mufoon (ep 109)
- Digimon Adventure (movie) as Yagami Hikari
- Digimon Adventure (TV) as Hikari Yagami; Blossomon
- Digimon Adventure 02 (TV) as Hikari Yagami
- Digimon Adventure: Bokura no War Game (movie) as Hikari Yagami
- Digimon Frontier (TV) as Patamon
- Digimon: Diaboromon Strikes Back (movie) as Hikari Yagami
- Digimon: The Golden Digimentals (movie) as Hikari Yagami
- Final Fantasy: Legend of the Crystals (OAV)
- Fushigi Yugi Eikoden (OAV) as Miaka Sukunami
- Fushigi Yuugi (OAV 2) as Miaka Yuuki
- Fushigi Yuugi (TV) as Miaka Yuuki
- Fushigi Yuugi OAV as Miaka Yuki
- Galaxy Fraulein Yuna (OAV) as Haruna
- Gegege no Kitarō (TV 4/1996)
- Gegege no Kitarō (TV 5/2007) as Daughter (ep 64)
- Gestalt (OAV) as Ouri
- Gilgamesh (TV) as Reiko Yuuki
- Go! Go! Itsutsugo Land (TV) as Kodama Morino
- Gokudo (TV) as Rayuka
- Great Teacher Onizuka (TV) as Nagisa (ep 16); Nagisa Nagase (ep 16)
- Guardian Hearts (OAV) as Maya
- Guardian Hearts Power Up! (OAV) as Maya Ōba
- Gunsmith Cats (OAV) as Minnie May Hopkins
- Hand Maid May (TV) as Chigusa Tani; Cyberdoll Mimi (ep 10)
- Hungry Heart - Wild Striker (TV) as Kaori Doumoto
- Hunter X Hunter: G I Final (OAV) as Elena
- Ie Naki Ko Remi (TV) as Marie
- Iketeru Futari (TV) as Akira Koizumi
- Iron Leaguer (TV) as Mount Shiina
- K.O. Beast (OAV) as fighter C
- Kamikaze Kaitou Jeanne (TV) (Ep. 25)
- Kikou Keisatsu Metal Jack (TV) as Kanzaki Sayuri
- Kodocha (TV) as Shiori Daichi (ep 28); Shizu (ep 57)
- Kure-nai (TV) as Maid 2 (ep 1)
- Let's Dance With Papa (TV) as Emi
- Let's Nupu-Nupu (TV) as Hamster; Kyouzame-chan; Mari-chan
- Lovely Complex (TV) as Mimi Yoshioka
- Magic Knight Rayearth (TV) as Hikaru's friend B (eps 1, 20)
- Magical Project S (TV) as Baby Goods Girl (ep 15); Girl in Kiyone's Class (eps 6,13); Line *Girl (eps 6,9)
- Maison Ikkoku (TV) as Nursery schooler
- Make-Up! Sailor Senshi (movie) as Chibiusa
- Mirmo Zibang! (TV) as Otome (Yatch Placement)
- Mobile Fighter G Gundam (TV) as Cath Lonary
- Mobile Suit Gundam 0083: Stardust Memory (OAV) as Simonne
- Mobile Suit Gundam 0083: The Last Blitz of Zeon (movie) as Simone
- Mobile Suit Gundam Wing (TV) as Hilde Schbeiker
- Mobile Suit Gundam: The 08th MS Team (OAV) as Kerguelenko
- Mobile Suit Victory Gundam (TV) as Peggy Lee
- Ocean Waves (special) as Yumi Kohama
- on-chan Yume Power Dai-Boken (TV) as Ok-chan
- Oniisama E... (TV) as Female Student B (ep. 35); Female Student C (ep. 1); Rei Asaka Fan B (ep. 9); Upper Classman B (ep. 18)
- Pokémon (TV) as Natsume
- R.O.D -The TV- as Alice Alice Arquette (ep. 9)
- Ragnarok The Animation (TV) as Catherine
- RahXephon (TV) as Cathy MacMahon
- Sailor Moon (TV) as Usagi Tsukino/Sailor Moon (eps 44-46)
- Sailor Moon R (TV) as Usagi Tsukino/Sailor Moon (eps 47-50); Black Lady; Chibi Usa
- Sailor Moon R Movie: Promise of the Rose as Chibi Usa
- Sailor Moon S (TV) as Chibi Usa/Sailor Chibi Moon
- Sailor Moon S Movie: Hearts in Ice as Chibi Usa/Sailor Chibi Moon
- Sailor Moon Sailor Stars (TV) as Chibi Usa/Sailor Chibi Moon
- Sailor Moon SuperS (special) as Chibiusa/Sailor Chibi Moon
- Sailor Moon SuperS (TV) as Chibi Usa/Sailor Chibi Moon
- Sailor Moon SuperS Movie: Black Dream Hole as Chibi Usa/Sailor Chibi Moon
- Sailor Moon SuperS Plus - Ami's First Love (special) as Chibiusa
- Saint Tail (TV) as Sayaka
- Shima Shima Tora no Shimajirou (TV)
- Tama and Friends (TV) as Koma
- The Adventures of Kotetsu (OAV) as Azami
- The Legend of Black Heaven (TV) as Yoshiko Tanaka
- Those Who Hunt Elves (TV) as Koriina (ep 9)
- Voogie's Angel (OAV) as Michelle
- Wakakusa Monogatari Nan to Jou Sensei (TV) as Daisy
- Watashi to Watashi: Futari no Lotte (TV) as Maria
- Wedding Peach (TV) as Schoolgirl (ep 32)
- XEVIOUS (movie) as Maasa
- Zenryoku Usagi (TV) as Ojō; Sōchō's Children (ep 8)
- Zoids: Fuzors (TV) as Rebecca; Secretary

## Sem ser animes
- Arria Ekburg in "Tales of the Tempest" (VG) (Japanese)
- Cathy McMahon in "RahXephon Sokyu Gensokyoku" (VG) (Japanese)
- Chibiusa/Sailor Chibi Moon in "Bishoujo Senshi Sailor Moon: Another Story" (VG) (Japanese)
- Felicia in "Marvel vs Capcom 2 (VG)" (Japanese)
- Felicia in "Namco X Capcom"
- Felicia in "Pocket Fighter (VG)" (Japanese)
- Felicia in "Super Puzzle Fighter 2 X (VG)" (Japanese)
- Felicia in "Vampire (VG)" (Japanese)
- Felicia in "Vampire Hunter (VG)" (Japanese)
- Felicia in "Vampire Savior (VG)" (Japanese)
- Fong Ling in "Namco X Capcom" (Japanese)
- Freya in "Valkyrie Profile" (VG)
- Ginger in "Next King - Koi no Sennen Oukoku" (VG)
- Hsien-Ko / Lei-Lei in "Pocket Fighter" (VG)
- Hsien-Ko / Lei-Lei in "Super Puzzle Fighter 2 X" (VG)
- Jerad (Jelanda) in "Valkyrie Profile" (VG) (Japanese)
- Kelly in "Little Friends of Kelly" (animated movie) (Japanese)
- Maharaja in "Megami Paradise" (VG) (Japanese)
- Melodia in "Baten Kaitos" (VG) (Japanese)
- Morgan Matthews in "Boy Meets World" (live-action TV series) (Japanese)
- Red Fraggle in "Fraggle Rock" (2nd dubbed version) (live action show) (Japanese Dub)